# 1月15日
1月15日是公历（平年）年的第15天，离一年的结束还有350天（闰年是351天）。

## 大事记

### 20世紀以前
- 69年：在禁衛軍殺害苏尔皮基乌斯·加尔巴後，羅馬元老院承認奧托為新任皇帝。
- 1559年：伊莉莎白一世在西敏寺加冕成為英格蘭女王，為都鐸王朝最後一位君主。
- 1582年：俄羅斯割讓利沃尼亞與愛沙尼亞給波蘭。
- 1759年：位於英國倫敦布魯姆斯伯里的大英博物館正式開放，為世界上規模最大的博物館之一。
- 1857年：英屬香港有數百名歐洲人因當地一家麵包店的麵包中含有砷而非致命中毒，導致地緣政治緊張。
- 1892年：加拿大體育教師詹姆斯·奈史密斯公布由其發明的籃球運動規則，共計13條基本規則。

### 20世紀
- 1913年：李烈钧抗拒袁世凯。
- 1915年：德国齐柏林飞艇首次轰炸英国[來源請求]。
- 1916年：饥民大闹上海[來源請求]。
- 1918年：中国护法战争：岑春煊在广州设立西南各省联合会，自任议和总代表，排斥孙中山。
- 1919年：德国马克思主义政治家罗莎·卢森堡和卡尔·李卜克内西遭到自由军团士兵杀害。
- 1919年：波士顿糖蜜灾难导致21人死亡，150人受伤。
- 1925年：中国廣州國民政府以黄埔军校学生为主力，开始东征陈炯明。
- 1934年：中共在江西瑞金召开六届五中全会，在这次全会上毛泽东第一次当选政治局委员。
- 1934年：尼泊爾和印度比哈爾邦發生Mw 8.0地震，造成至少10,700人死亡。
- 1935年：中国共产党中央政治局在长征途中召开遵义会议，确立了毛泽东在中共的领导地位。
- 1943年：美國國防部的總部大樓五角大廈正式完工，為世界上建築面積最大的單體辦公大樓。
- 1949年：中国人民解放军攻占天津，中华民国守城部队13万人被全歼。
- 1949年：法蘭克·贊博尼发明了世界上第一台道路除冰机[1]。
- 1967年：尼日利亞第一共和國政府在政變（英语：1966 Nigerian coup d'état）中被推翻
- 1967年：綠灣包裝工在美國職業美式足球錦標賽中擊敗堪薩斯城酋長，成為第一屆超級盃冠軍。
- 1970年：中华人民共和国云南省通海县发生7.5级地震，造成至少15,621人死亡，还造成500万至2500万美元的经济损失，受灾面积达到8781多平方千米。
- 1970年：奈及利亞東南部自封的比亞法拉共和國在宣布獨立不到三年後向聯邦政府投降，奈及利亞內戰結束。
- 1971年：埃及阿斯旺水壩正式敫用。水壩由蘇聯協助興建，由時任埃及總統薩達特及當時蘇聯部長會議主席柯西金揭幕。
- 1971年：伊迪·阿明发动政变，夺取乌干达政权。
- 1971年：大中华地区首个地铁系统北京地铁对外运营。
- 1974年：美國連環殺手丹尼斯·雷德捆綁、折磨並殺害了他的前四名受害者，並獲得「BTK殺手」的綽號。
- 1975年：安哥拉独立。
- 1982年：中国首次人工合成酵母丙氨酸转移核糖核酸。
- 1989年：中國公布《香港基本法》草案。
- 1991年：澳洲女王伊莉莎白二世簽署專利特許證，允許獨自創設自己的維多利亞十字勳章。
- 1992年：中国发行的第一张人民币特种股票（B种股票）：由上海真空电子器材股份有限公司发行的B股在香港、上海等地认购。
- 1998年：肯尼亞暴雨成災。
- 2000年：云南姚安縣发生地震矩6.5的地震。

### 21世紀
- 2001年：美國企業家吉米·威爾斯和拉里·桑格推出採用Wiki技術的維基百科計劃。
- 2009年：美國全美航空機長駕駛遭到鳥擊的全美航空1549號班機成功迫降於紐約哈德遜河。
- 2019年：微軟停止對Windows 10 行動裝置版現有版本和設備進行安全補丁與維護。
- 2020年：印度大約1,500名烘培師和廚師花了接近4小時，烘製了一個長達6.5公里的蛋糕，重量約27,000公斤，打破金氏世界紀錄。[2]
- 2022年：位于汤加首都努库阿洛法以北大约65公里的洪阿湯加－洪阿哈阿帕伊島海底火山噴發，造成了波及多国的严重海啸。[3]
- 2023年：一架雪人航空ATR 72客機於尼泊爾博卡拉降落時墜毀，機上72人全部遇難[4]。
- 2023年：中華民國副總統賴清德在2023年民主進步黨主席補選中勝出，當選新一任民主進步黨主席[5]。
- 2024年：諾魯宣布與中華民國斷交[6]。
- 2025年：被停职的韩国总统尹锡悦因涉嫌在2024年戒严期间内乱罪被拘捕，成为韩国宪政史上首位被拘捕的在任总统。

## 出生
- 前5年：漢光武帝劉秀，東漢開國皇帝（57年逝世）
- 1342年：菲利普二世，法国勃艮第公爵（1404年逝世）
- 1432年：阿方索五世，葡萄牙国王（1481年逝世）
- 1481年：足利義澄，日本室町幕府第11代征夷大將軍（1511年逝世）
- 1539年：前田利家，日本戰國時代武將，加賀藩之祖（1599年逝世）
- 1553年：平手汎秀，日本戰國時代至安土桃山時代武將（1573年逝世）
- 1622年：莫里哀，法国喜剧作家、演员，芭蕾舞喜劇創始人（1673年逝世）
- 1767年：让·维克托·塔罗，法國將領（1812年逝世）
- 1791年：弗朗茨·格里帕泽，奧地利劇作家、詩人（1872年逝世）
- 1809年：皮埃爾-約瑟夫·普魯東，法国經濟學家，第一位自稱無政府主義者（1865年逝世）
- 1821年：拉法葉·麥克羅斯，美國南北戰爭期间邦聯將領（1897年逝世）
- 1841年：弗雷德里克·斯坦利，英國殖民大臣、加拿大總督（1908年逝世）
- 1842年：聖十字瑪麗，澳洲聖若瑟聖心修女會創立者，澳洲第一位被天主教會冊封的聖人（1909年逝世）
- 1842年：約瑟夫·布羅伊爾，奧地利心理學家（1925年逝世）
- 1850年：米哈伊·艾米内斯库，罗马尼亚诗人（1889年逝世）
- 1850年：索菲娅·柯瓦列夫斯卡娅，俄国数学家（1891年逝世）
- 1858年：阿奇博·格雷西四世，美國作家、軍官、業餘歷史學家、房地產投資者，鐵達尼號生還者（1912年逝世）
- 1866年：纳坦·瑟德布卢姆，瑞典牧师（1931年逝世）
- 1868年：斯坦尼斯拉夫·维斯皮安斯基，波蘭劇作家、畫家、詩人、室內裝飾和傢具設計師（1907年逝世）
- 1869年：魯比·拉馮，美國政治人物，第43任肯塔基州州長（1941年逝世）
- 1872年：科佐耶夫·阿爾森，俄羅斯帝國奧塞梯語文學家、政治評論家（1944年逝世）
- 1878年：安德烈·喬治·科拉普，法國將軍（1953年逝世）
- 1879年：蒲穆，日本陸軍中將（1960年逝世）
- 1882年：康諾的瑪嘉烈公主，英國公主、瑞典王儲古斯塔夫六世·阿道夫妻（1920年逝世）
- 1885年：黄远生，中國記者、時政評論家（1915年逝世）
- 1891年：雷·查普曼，美國職業棒球運動員（1920年逝世）
- 1891年：奥西普·曼德尔施塔姆，苏联诗人人、評論家（1938年逝世）
- 1895年：阿尔图里·伊尔马里·维尔塔宁，芬兰化学家，1945年獲诺贝尔化学奖（1973年逝世）
- 1897年：徐志摩，中国詩人、作家（1931年逝世）
- 1901年：法蘭克·贊博尼，除冰机發明人（1988年逝世）
- 1902年：沙特·本·阿卜杜勒-阿齐兹·阿勒沙特，前沙特阿拉伯国王兼首相（1969年逝世）
- 1906年：亚里士多德·奥纳西斯，希腊船王（1975年逝世）
- 1908年：愛德華·泰勒，美國物理學家，被譽為「氫彈之父」（2003年逝世）
- 1912年：大衛·米爾曼，蘇聯數學家（1982年逝世）
- 1912年：米歇尔·德勃雷，法蘭西第五共和國首任總理，被譽為法國現行憲法之父（1996年逝世）
- 1918年：贾迈勒·阿卜杜－纳赛尔，埃及政治人物，第2任埃及總統（1970年逝世）
- 1918年：菲格雷多，巴西政治人物，第33任巴西總統（1999年逝世）
- 1919年：莫里斯·荷索，法國登山家和體育界官員（2012年逝世）
- 1923年：李登辉，台灣政治人物，第7－9任中華民國總統（2020年逝世）
- 1923年：王綬琯，中國天體物理學家（2021年逝世）
- 1924年：齊邦媛，臺灣作家、教育家、中國文學學者（2024年逝世）
- 1926年：龍馭球，中國工程師（2022年逝世）
- 1926年：拉菲克·尼沙諾夫，蘇聯政治人物、外交官（2023年逝世）
- 1928年：李潔明，美國前中情局情報分析師、外交官（2009年逝世）
- 1929年：馬丁·路德·金恩，美國牧師、社會運動者、人權主義者、非裔美國人民權運動領袖（1968年逝世）
- 1932年：李文華，中國生態學家（2022年逝世）
- 1937年：河野洋平，日本政治人物
- 1937年：瑪格麗特·奧布賴恩，美國演員
- 1939年：唐·柯基斯，美國NBA聯盟前職業籃球運動員（2021年逝世）
- 1941年：施明德，台灣政治家，民主進步黨第6屆主席（2024年逝世）
- 1943年：樹木希林，日本女演員（2018年逝世）
- 1945年：柯俊雄，台灣男演員（2015年逝世）
- 1945年：肯特迈克尔王妃殿下，英國王室成員，喬治王子兒媳
- 1946年：亞歷山大·吉拉席門柯，白俄羅斯政治人物、外交官（2017年逝世）
- 1950年：崔龍海，朝鮮政治人物
- 1950年：马里乌斯·特雷索尔，法国足球运动員
- 1954年：八両金，香港演員
- 1954年：塔拉克·迪亚布，突尼斯足球运动員
- 1955年：陳博正，台灣演員
- 1955年：田中真弓，日本女性聲優
- 1955年：安德烈斯·古爾斯基，德國攝影師
- 1955年：蒂埃里·布雷頓，法國商業主管、政治人物、作家
- 1956年：維塔利·卡罗耶夫，俄羅斯建築師
- 1957年：蔡衍明，台灣企業家，旺旺集團創辦人
- 1957年：大衛·伊藝，日裔美國政治人物，第8任夏威夷州州長
- 1958年：鲍里斯·塔迪奇，塞爾維亞政治人物，第3任塞爾維亞總統
- 1958年：邰肇玫，台灣女歌手、音樂人
- 1960年：腾格尔，中國男歌手
- 1961年：林元春，香港女配音員
- 1963年：布魯斯·施奈爾，美國密碼學學者、資訊安全專家、作家
- 1965年：詹姆斯·内斯比特，英國演員
- 1966年：班奴·普麗婭，印度演員
- 1967年：劉錦玲，香港女演員
- 1968年：查德·洛，美國演員
- 1968年：恩納基·烏丹加林，西班牙帕爾馬公爵
- 1969年：拉法埃拉·彼得里尼，義大利天主教修女，首位擔任宗座梵蒂岡城國委員會主席的女性
- 1970年：辛恩·麥馬漢，美國世界摔角娛樂全球媒體副執行長、演員及編劇
- 1971年：俞飞鸿，中國女演員
- 1971年：林美貞，馬來西亞模特兒、演員、企業家
- 1972年：陶虹，中國電影、電視演員，前花樣游泳運動員
- 1973年：埃薩姆·埃爾-哈達里，埃及職業足球運動員
- 1974年：翁嘉穗，1997年度香港小姐冠軍
- 1975年：玛丽·皮尔斯，法国网球运动員
- 1977年：叶俊岑，馬來西亞男演員、主持人、歌手
- 1977年：喬治亞·梅洛尼，義大利記者、政治人物，現任義大利總理
- 1978年：傑米·克萊頓，美國跨性別女演員、模特兒
- 1979年：朱孝天，台灣演員
- 1979年：德鲁·布里斯，美國美式足球球員
- 1979年：馬田·柏度夫，保加利亞足球員
- 1980年：麥特·哈勒戴，美国棒球运动員
- 1981年：嘻哈斗牛梗，美國饒舌歌手
- 1981年：艾爾-哈積·迪奧夫，塞內加爾足球運動員
- 1982年：陳江和，台灣職業棒球運動員、教練
- 1982年：姜世貞，韓國女演員、歌手
- 1983年：杰梅恩·彭南特，英国足球运动員
- 1983年：，葡萄牙足球運動員
- 1984年：梁麗瑩，香港女演員
- 1984年：代永翼，日本男性聲優
- 1984年：任恩頃，韓國女演員
- 1985年：勒内·阿德勒，德國足球運動員
- 1986年：洁西·斯克拉姆，美國女演員
- 1987年：郭時暘，韓國男演員
- 1988年：金閔俊，韓國男子偶像團體2PM成員
- 1988年：史奇雷克斯，美國唱片騎師
- 1990年：胡然，中國女演員
- 1990年：費爾南多·弗雷斯蒂耶里，義大利足球運動員
- 1991年：宣璐，中國女演員
- 1991年：马克·巴特拉，西班牙足球運動員
- 1991年：艾莎·罕，巴基斯坦女演員
- 1992年：尼古拉·佐真遜，丹麥足球運動員
- 1993年：符家浚，香港男歌手
- 1993年：吉岡里帆，日本女藝人
- 1994年：陳夢，中國女子乒乓球運動員
- 1994年：亨元，韓國男子偶像團體MONSTA X成員
- 1994年：泰煥，韓國男子偶像團體VANNER成員
- 1994年：奥马尔·赫里宾，叙利亚足球运动員
- 1995年：官鸿，台灣男演員
- 1996年：德芙·卡麥隆，美國女演員、歌手
- 1997年：稗田寧寧，日本女性聲優
- 1998年：柱延，韓國男子偶像團體THE BOYZ成員
- 1998年：班·戈弗雷，英格蘭足球運動員
- 2000年：瓦奇拉維·讓維瓦，泰國男演員

## 逝世
- 69年：塞尔维乌斯·苏尔皮基乌斯·加尔巴，羅馬皇帝（前3年出生）
- 936年：拉乌尔一世，西法兰克王国国王（890年出生）
- 967年：藤原朝忠，日本平安時代公卿、歌人（910年出生）
- 1595年：穆拉德三世，鄂圖曼帝國蘇丹（1546年出生）
- 1643年：立花宗茂，日本江戶時代大名（1567年出生）
- 1841年：阿倫德·弗里德里希·奧古斯特·魏格曼，德國動物學家、爬蟲動物學家（1802年出生）
- 1876年：伊丽莎·麦卡德尔·约翰逊，美國美國第一夫人（1810年出生）
- 1878年：威廉·蘇爾皮·庫爾茨，德國植物學家（1834年出生）
- 1919年：罗莎·卢森堡，波兰裔德国馬克思主義政治家（1870年出生）
- 1919年：卡尔·李卜克内西，德國馬克思主義政治家、律師（1871年出生）
- 1922年：歐內斯特·沙克爾頓，愛爾蘭南極探險家（1874年出生）
- 1948年：亨利-亞歷山大·德朗達爾，法國天文學家（1853年出生）
- 1950年：亨利·阿诺德，美国空军五星上将（1886年出生）
- 1959年：蕾吉娜·瑪格麗頓，匈牙利裔美國企業家（1863年出生）
- 1971年：盖叫天，中国京剧艺术家（1888年出生）
- 1974年：約瑟夫·斯姆爾科夫斯基，捷克斯洛伐克政治人物（1911年出生）
- 1988年：肖恩·麥克布賴德，愛爾蘭外交官，1974年諾貝爾和平獎得主（1904年出生）
- 1994年：哈利·尼爾森，美國男歌手（1941年出生）
- 2001年：張國英，中華民國陸軍二級上將，曾任國防部副部長、退輔會主委（1917年出生）
- 2006年：賈比爾·艾哈邁德·薩巴赫，科威特第13任埃米尔（1928年出生）
- 2007年：薄一波，中国政治家，曾任中華人民共和國國務院副總理（1908年出生）
- 2007年：顧崇廉，中华民国軍政界官員，曾任中華民國海軍總司令（1931年出生）
- 2007年：巴爾贊·易卜拉欣·提克里特，前伊拉克情報局長（1951年出生）
- 2008年：犹大·福克曼，美国醫學專家（1933年出生）
- 2008年：布萊德·藍佛，美國演員（1982年出生）
- 2014年：约翰·道布森，美国天文學家，杜布森望遠鏡發明者（1915年出生）
- 2016年：蔡辰洋，台灣企業家，國泰集團第二代、寒舍集團創辦人（1949年出生）
- 2017年：埃爾溫·奧伯邁爾，奧地利電工、業餘天文學家（1946年出生）
- 2019年：白桦，中国作家（1930年出生）
- 2020年：，英國編輯、學者，J·R·R·托爾金的小兒子（1924年出生）[7]
- 2023年：瓦赫坦·基卡比澤，喬治亞男歌手、電影導演、編劇、演員（1938年出生）
- 2024年：施明德，台灣政治家，民主進步黨第6屆主席（1941年出生）
- 2025年：李魁賢，臺灣詩人、文化評論人、翻譯家、發明家（1937年出生）

## 节假日和习俗
- ：朝鮮文日
- 中華民國：藥師節
- 埃及：植樹節
- 委內瑞拉：教師節
- 美国：維基紀念日
- 印度、 奈及利亞：軍人節
- 美国：马丁·路德·金纪念日